# ホイールローダー

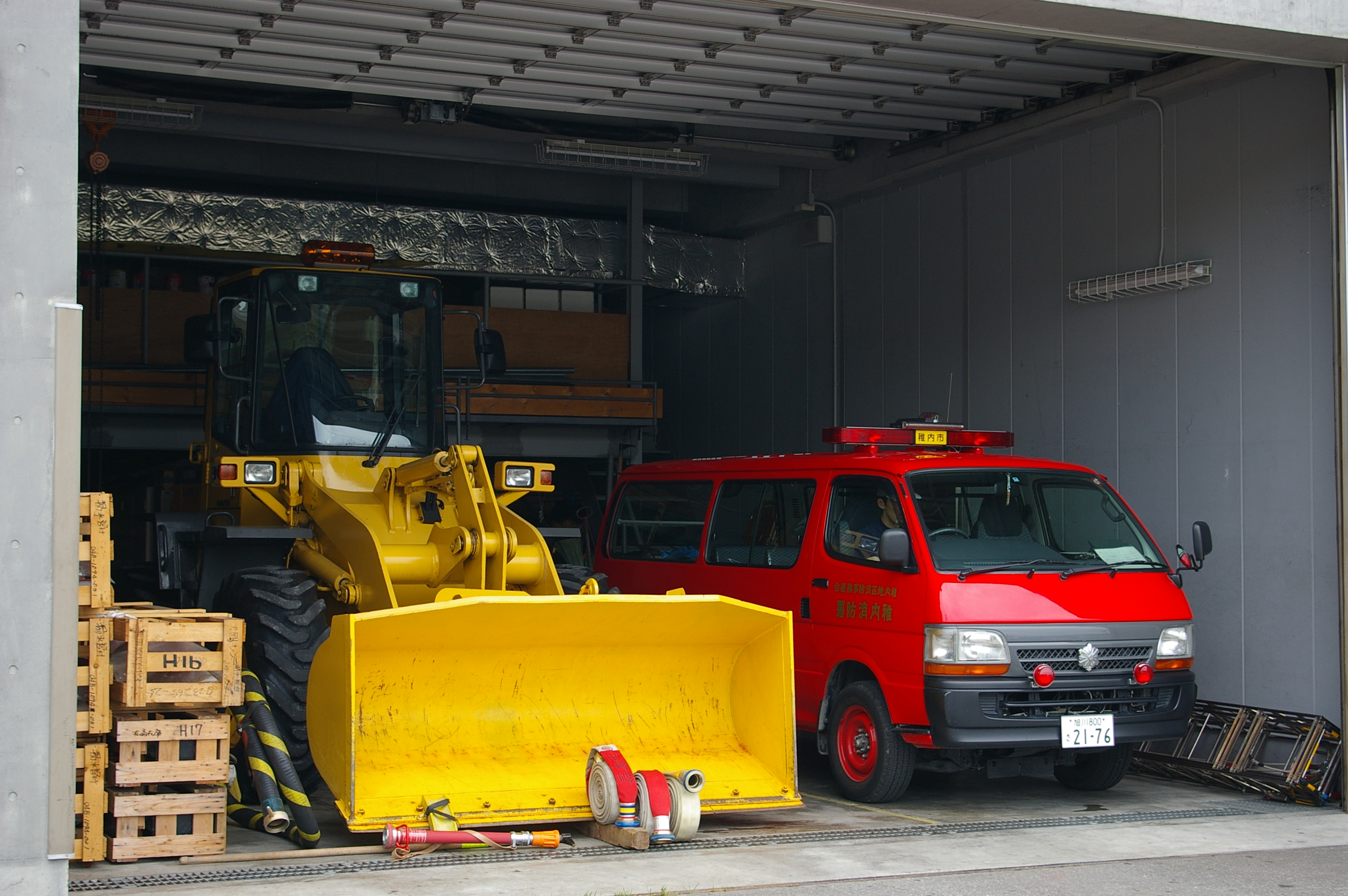
中型のホイールローダー

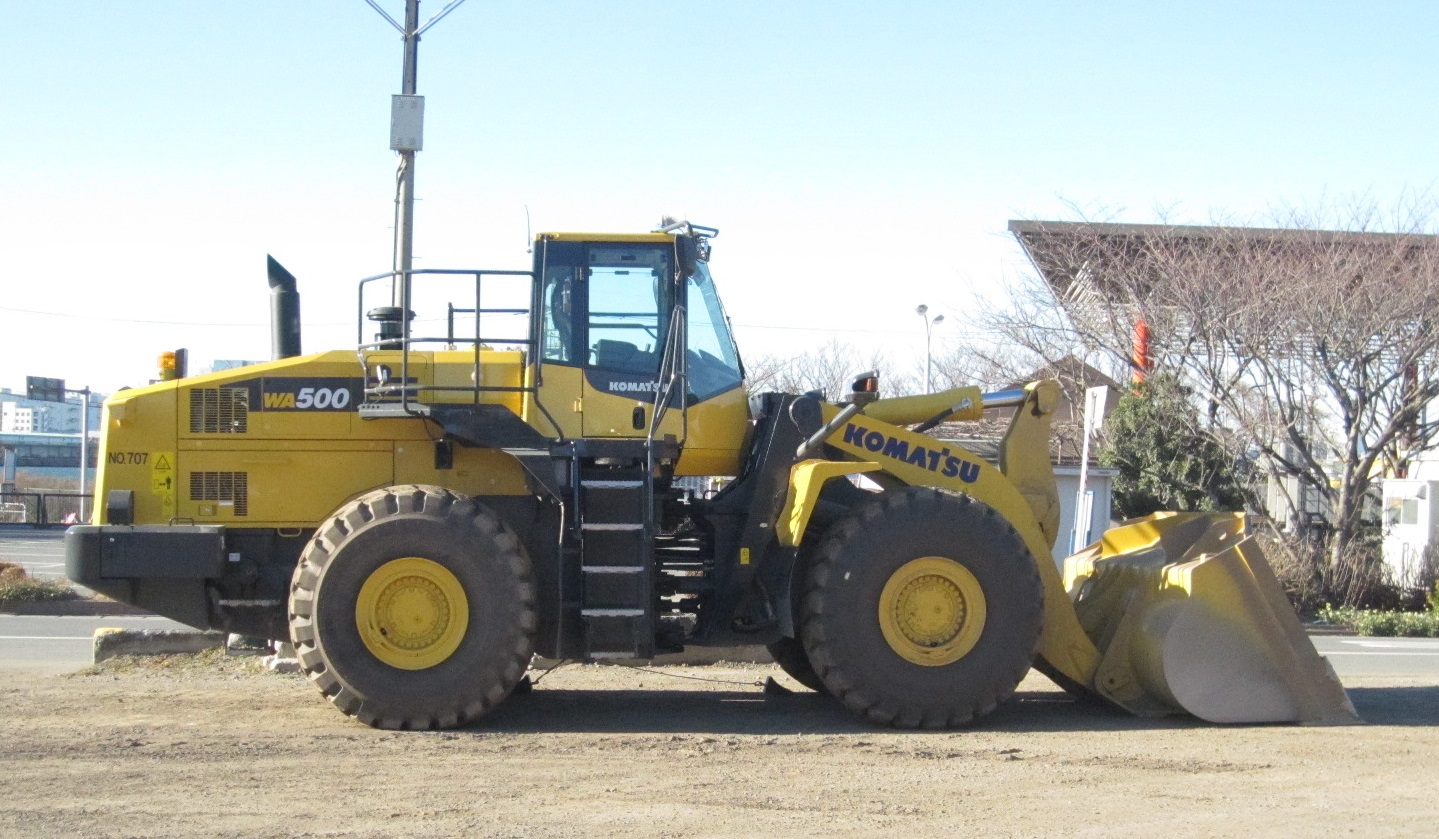
34トン級　大型ホイールローダー

ホイールローダーは、トラクターショベルのうち、車輪で走行するものである。タイヤドーザーやタイヤショベル等とも称呼されるほか、沖縄県ではシャボと通称されている。
主に土砂や砕石などの粉体または粒体物をダンプカーに積み込み込んだり、構内短距離運搬する作業で用いられている建設機械であり、油圧ショベルより一度に多量の土砂を積み込むことができる。
ゴムタイヤで走行するため、クローラーを装軌したブルドーザーやトラクターショベルと比べて掘進力は弱いが、比較的に軟質な地質ならば前進掘削する作業も可能である。

外見的にショベルローダーと近似しており、標準仕様のバケットは同一形状とも言えるが、ショベルローダーは前輪二輪駆動で路面を掘り下げる能力は無く不整地や軟弱路面、急傾斜地を走行することは困難であるのに対して、ホイールローダーは四輪駆動であり路面を掘り下げる能力を有し不整地や軟弱路面、急傾斜地を走行することが可能など作業性能や走行機体構造の違いが大きく、日本の法令ではショベルローダーは荷役機械、ホイールローダーは車両系建設機械(整地・掘削等）に分類されている。
車輪は、四輪駆動である。操舵は前輪と後輪の間の車体が折れ曲がる中折れ式であり、軌跡は前輪と後輪が一緒であるため、内輪差や外輪差は発生しない。操舵は油圧駆動であり、ハンドルの切れ角と実際の舵の切れ角は必ずしも一致しない。走行最高速度は小型特殊自動車登録可能なものは15km/h、中～大型のものでは30～50km/h程度出せるものもある。
日本国内の公道を走行するために自動車登録する場合、小型特殊の車両は緑色の小型特殊ナンバープレートが、大型特殊の車両は8トン未満の普通自動車と同じサイズの中版ナンバープレートで0ナンバーが適用される。

## 土木建設現場以外での使用例
- 鉱石や石炭、土砂砕石などのストックヤード作業、荷役作業
- 麦、大豆、畜産飼料など農産物のバラ積み荷役作業
- 塵芥廃棄物の整理、積み替え作業、埋め立て敷均し作業、ホッパー投入作業
- 林業ではバケットを取り付けて整地や小物運搬、フォークを取り付けて伐採原木の積み込みなどにも多用されている。
- ホイールローダーは、小型特殊自動車または大型特殊自動車登録して自走回送したり、道路工事などの道路上作業でも用いられており、自動車教習所や運転免許試験場において、ショベルローダーと共に大型特殊免許の教習車や試験車としても多用されている。
- 雪国においては、夏季はバケットを取り付けて建設作業で使用し、冬季はスノーブレードまたはスノープラウを取り付けて除雪車として使用する光景が見られる。
- 自衛隊、消防機関、警察では路上障害物の突破排除や災害瓦礫の除去作業用にホイールローダーを多用している。

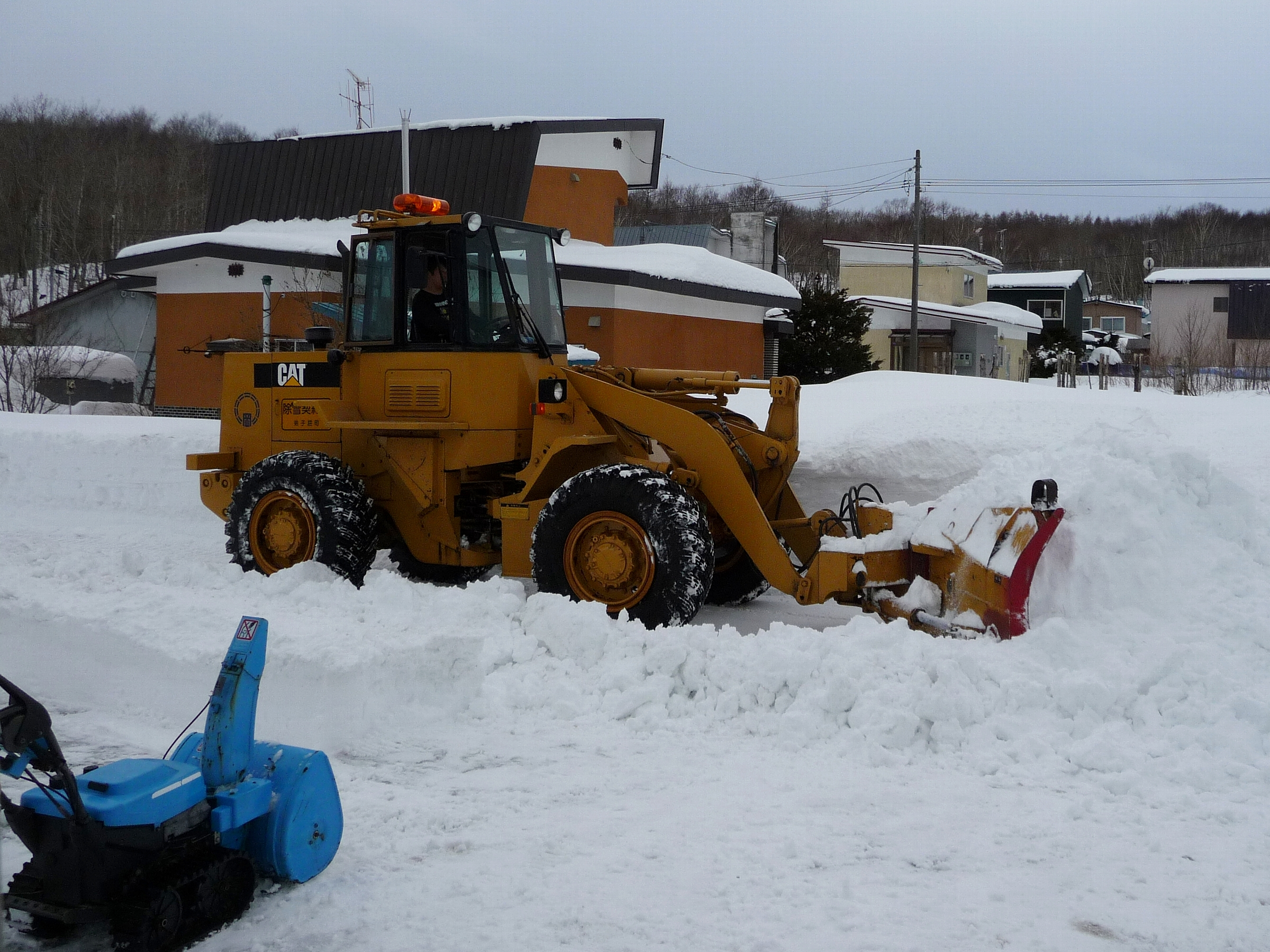
汎用スノープラウを取り付けて除雪作業中のホイールローダー
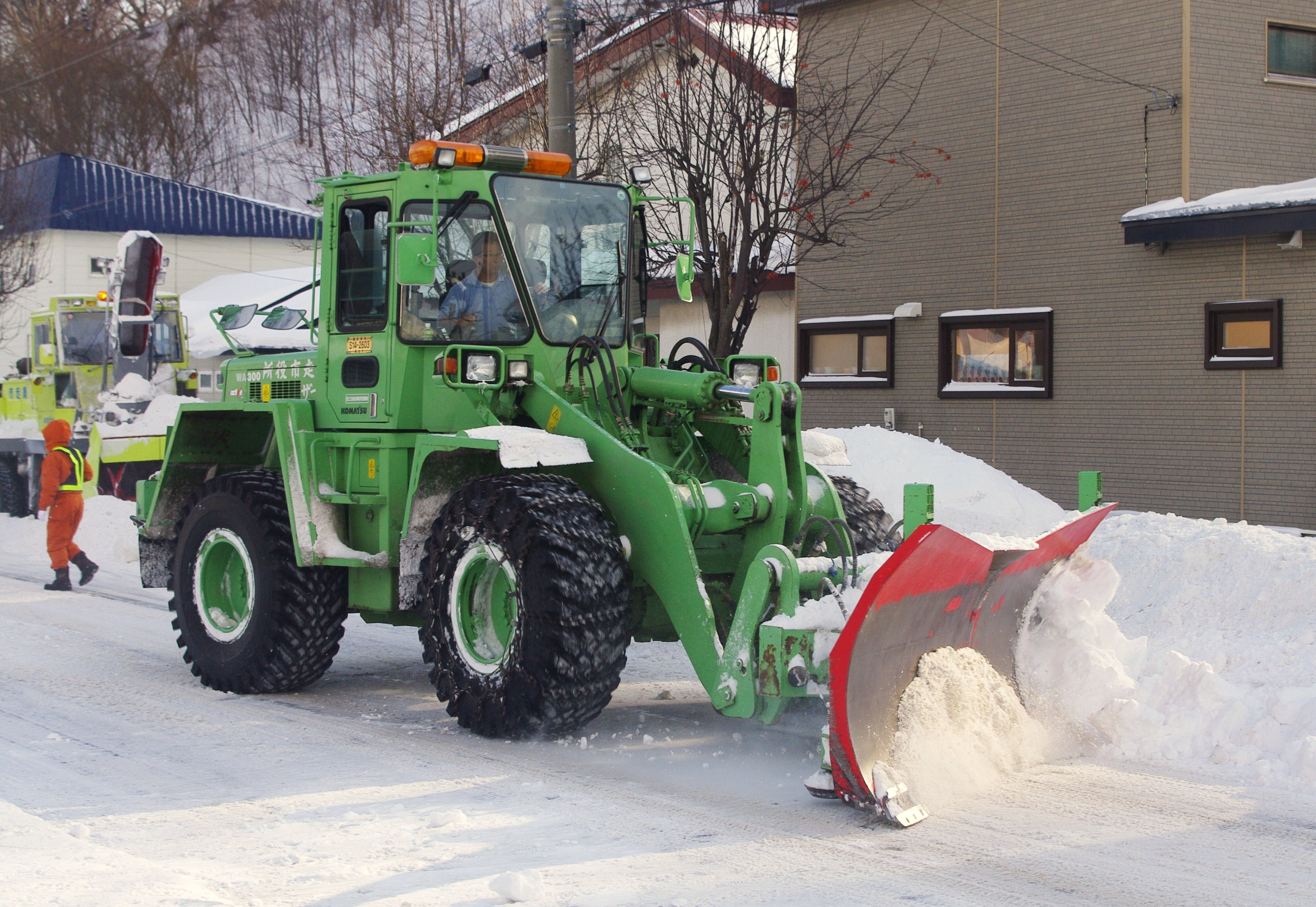
除雪作業中のホイールローダー

## 公道走行の免許と保険
公道を走行するものは、車体寸法と最高速度に応じて小型特殊自動車または大型特殊自動車の何らかの登録をする必要があり、対応した運転免許が必要となる。小型特殊登録車は原付以外のいずれかの免許があれば運転できるが、大型特殊登録車は大型特殊1種または2種の免許がないと運転できない。下記の技能講習修了または、建設機械施工技術検定合格の資格は公道上を走行する運転操作のみならば不要である。車両については、前照灯・警音器・方向指示器などの法定装置を具備した上でナンバープレートの取得、自動車損害賠償責任保険の加入が必須である。また、道路管理者の許可または委託を受けた場合以外は公道上で作業装置を使用してはならない。

## 作業運転に必要な資格
日本国内でバケットなど作業装置を使用して作業を行うためには、車両系建設機械運転者の資格(車両系建設機械(整地等)運転技能講習修了証所持)または、建設機械施工技術検定の1級第一種か2級第一種の合格証所持が必要である。
但し、この資格のみを有している場合は構内(現場内)における作業だけに限られ、公道での作業運転は出来ない。公道走行および公道上での作業運転を行う場合は車両登録種別に応じて普通自動車運転免許、小型特殊自動車運転免許または、大型特殊自動車運転免許も併せて必要である。

## 特殊自動車の区分
- 特殊自動車参照、小型でないものは大型。

## 製造、販売会社
現在製造、販売している会社
- 小松製作所
- キャタピラージャパン
- 日立建機
- KCM
- ロジスネクストユニキャリア（製造については、日立建機に統合）
- クボタ
- ヤンマー
- コベルコ建機
- トヨタL&F

過去に製造していた会社
- 日本輸送機（現・三菱ロジスネクスト） - ニチユブランドで知られる
- 古河鉱業（現・古河機械金属）
- 日特金属工業
- 三菱重工業
- 神戸製鋼所
- 三井造船
- TCM

## その他
- 車輪で走行するため、前進掘削時に車輪がスリップを起こしてバケットへのすくい込み量を十分に確保できない場合があるが、その場合はバケットを掘削物に刺し込んだ後にバケットを少し上げて（リフトさせて）前輪に荷重を掛けてスリップを軽減させてすくい込み量を増やす。